# پلیس آگاهی فراجا
پلیس آگاهی فراجا (Criminal Investigation Department of Police) از یگان‌های پلیس زیرمجموعه فرماندهی انتظامی جمهوری اسلامی ایران است که در زمینه شناخت و کشف جرایم، جمع‌آوری آثار و مدارک جرم، شناسایی و تعقیب مجرمان، بازرسی و تحقیق، دستگیری متهمان و مجرمان، همچنین ممانعت از فرار و اختفاء آنها فعالیت می‌کند. پیشینه تأسیس پلیس آگاهی به سال ۱۲۹۱ و شکل‌گیری اداره تأمینات نظمیه در اواخر دوران قاجار بازمی‌گردد. فرم کنونی پلیس آگاهی در سال ۱۳۷۰ تأسیس شد. هم‌اکنون سرتیپ محمد قنبری ریاست پلیس آگاهی را برعهده دارد.

## تاریخچه
در سال ۱۳۷۰ با اجرای طرح ادغام فرماندهی انتظامی، اداره کل آگاهی از زیرمجموعه‌های معاونت تحقیقات و کشف جرایم جدا شد و مسئولیت راهبری، برنامه‌ریزی، نظارت و یاری‌رسانی در موارد مورد نیاز به نواحی را عهده‌دار گردید. در سال ۱۳۸۰ به موجب تغییراتی که در ساختار معاونت به وجود آمد معاونت تحقیقات و کشف جرایم به معاونت آگاهی تغییر نام یافت و اداره کل آگاهی نیز به ۳ اداره کل مبارزه با جرایم جنایی، مبارزه با جرایم خاص و رایانه‌ای تبدیل شد و اداره کل مبارزه با قاچاق کالا نیز با تغییر نام تحت عنوان اداره کل مبارزه با جرایم اقتصادی به این معاونت ملحق گردید. سپس در سال ۱۳۸۵ معاونت آگاهی به پلیس آگاهی تغییر نام داد و رده‌های متعددی به عنوان زیر مجموعه‌های آن تشکیل گردید که بخشی به امور اداری، بعضی به پشتیبانی عملیات و برخی دیگر در راستای انجام امور مأموریتی–عملیاتی تقسیم شدند.

## وظایف
- کشف جرایم، بازرسی و تحقیق، حفظ آثار و دلایل جرم، دستگیری متهمان و مجرمان و ممانعت از فرار و اختفاء آنها، انجام امور مربوط به تشخیص هویت و کشف علمی جرایم با انجام اقداماتی نظیر تهیه و اجرای طرح‌ها و دستورالعمل‌های مربوط به کشف علمی جرایم
- شناسایی و تعقیب مجرمان از طریق جمع‌آوری آثار و مدارک جرم و انجام آزمایشها بر روی آثار و مدارک به دست آمده
- مطالعه و تحقیق دربارهٔ علل ارتکاب جرم
- شناخت و کشف جرایم با به‌کارگیری مدارک به دست آمده، نظارت بر اجرای آنها
- تجزیه و تحلیل جرایم و فعالیت‌های واحدهای آگاهی[۴]